# Nedim Günar
Nedim Günar (Balequessir, 2 de janeiro de 1932 - 7 de setembro de 2001) foi um futebolista e treinador turco, que atuava como defensor.

## Carreira
Nedim Günar fez parte do elenco da Seleção Turca de Futebol que disputou a Copa do Mundo de 1954.

## Ligações Externas
- Perfil em FIFA.com (em inglês)